# The Baby Huey Story: The Living Legend
| Recensione | Giudizio |
| ---------- | -------- |
| AllMusic   |          |

The Baby Huey Story: The Living Legend è un album discografico postumo del cantante funk e soul statunitense Baby Huey, pubblicato dall'etichetta discografica Curtom Records nel febbraio del 1971.

## Tracce

### LP
Lato A
1. Listen to Me – 6:35 (Michael Bruce Johnson)
2. Mama Get Yourself Together – 6:10 (James Thomas Ramey)
3. A Change Is Going to Come – 9:23 (Sam Cooke)

Lato B
1. Mighty, Mighty – 2:45 (Curtis Mayfield)
2. Hard Times – 3:19 (Curtis Mayfield)
3. California Dreamin' – 4:43 (John Phillips)
4. Running – 3:36 (Curtis Mayfield)
5. One Dragon Two Dragon – 4:02 (James Thomas Ramey)

### CD
Edizione CD remasterizzato pubblicato nel 1999 dalla Sequel Records (NEBCD 405)
1. Listen to Me – 6:39 (Michael Bruce Johnson)
2. Mama Get Yourself Together – 6:11 (James Thomas Ramey)
3. A Change Is Going to Come – 9:24 (Sam Cooke)
4. Mighty Mighty (aka Mighty Children Part 2) – 2:46 (Curtis Mayfield)
5. Hard Times – 3:20 (Curtis Mayfield)
6. Californian Dreamin' – 4:46 (John Phillips)
7. Running – 3:36 (Curtis Mayfield)
8. One Dragon Two Dragon – 4:04 (James Thomas Ramey)
9. Mighty Mighty Children (Part 1) – 2:27 (Curtis Mayfield) – Bonus track
10. Running – 2:50 (Curtis Mayfield) – Bonus track - Previously Unissued Mono Edit
11. Hard Times – 3:20 (Curtis Mayfield) – Bonus track - Previously Unissued Mono Mix

## Formazione
- Baby Huey - voce solista
Babysitters Huey:
- Plato Jones - (ruolo non accreditato)
- Moose - (ruolo non accreditato)
- David Cook - (ruolo non accreditato)
- Dan Alfano - (ruolo non accreditato)
- Dan O'Neil - (ruolo non accreditato)
- Melvin Jones - (ruolo non accreditato)
- Alton Little - (ruolo non accreditato)
- Reno Smith - (ruolo non accreditato)
- Othello Anderson - (ruolo non accreditato)
- Byron Watkins - (ruolo non accreditato)
- Rick Marcotte - (ruolo non accreditato)
- Jack Renee - (ruolo non accreditato)
- Philip Henry - (ruolo non accreditato)

Note aggiuntive
- Curtis Mayfield - produttore
- Milton Sincoff - director of cretive merchandising & packing
- Michael Mendel - art direction
- Gil Ross - fotografie
- Marv Stuart - manager, autore note di retrocopertina album originale[2]

## Classifica
| Anno | Classifica             | Posizione raggiunta |
| ---- | ---------------------- | ------------------- |
| 1971 | Top R&B/Hip-Hop Albums | 38                  |